# NTrFlu Paraguassú (G-15)
O NTrFlu Paraguassú (G-15), é um Navio Transporte Fluvial (NTrFlu) da Marinha do Brasil.
Ex-Guarapuava, compõe a Flotilha do Mato Grosso subordinada ao 6º Distrito Naval (Ladário). Atua como transporte de tropas para o Grupamento de Fuzileiros Navais de Ladário e para o Exército Brasileiro em operações conjuntas.